# 圣佩德罗德塞克
圣佩德罗德塞克，是西班牙卡斯蒂利亚-莱昂萨莫拉省的一个市镇。 总面积49平方公里，总人口684人（2001年），人口密度14人/平方公里。